# Pázmánd
Pázmánd är en ort i Ungern.   Den ligger i provinsen Fejér, i den västra delen av landet, 40 km sydväst om huvudstaden Budapest. Pázmánd ligger 137 meter över havet och antalet invånare är 1 985.
Terrängen runt Pázmánd är huvudsakligen platt, men åt sydväst är den kuperad. Runt Pázmánd är det ganska tätbefolkat, med 52 invånare per kvadratkilometer. Närmaste större samhälle är Gárdony, 8,8 km söder om Pázmánd. Trakten runt Pázmánd består till största delen av jordbruksmark.